# Heterophleps heinrichi
Heterophleps heinrichi là một loài bướm đêm trong họ Geometridae.